# San Lorenzo di Sebato
San Lorenzo di Sebato es una localidad y comune italiana de la provincia de Bolzano, región de Trentino-Alto Adigio, con 3.572 habitantes.

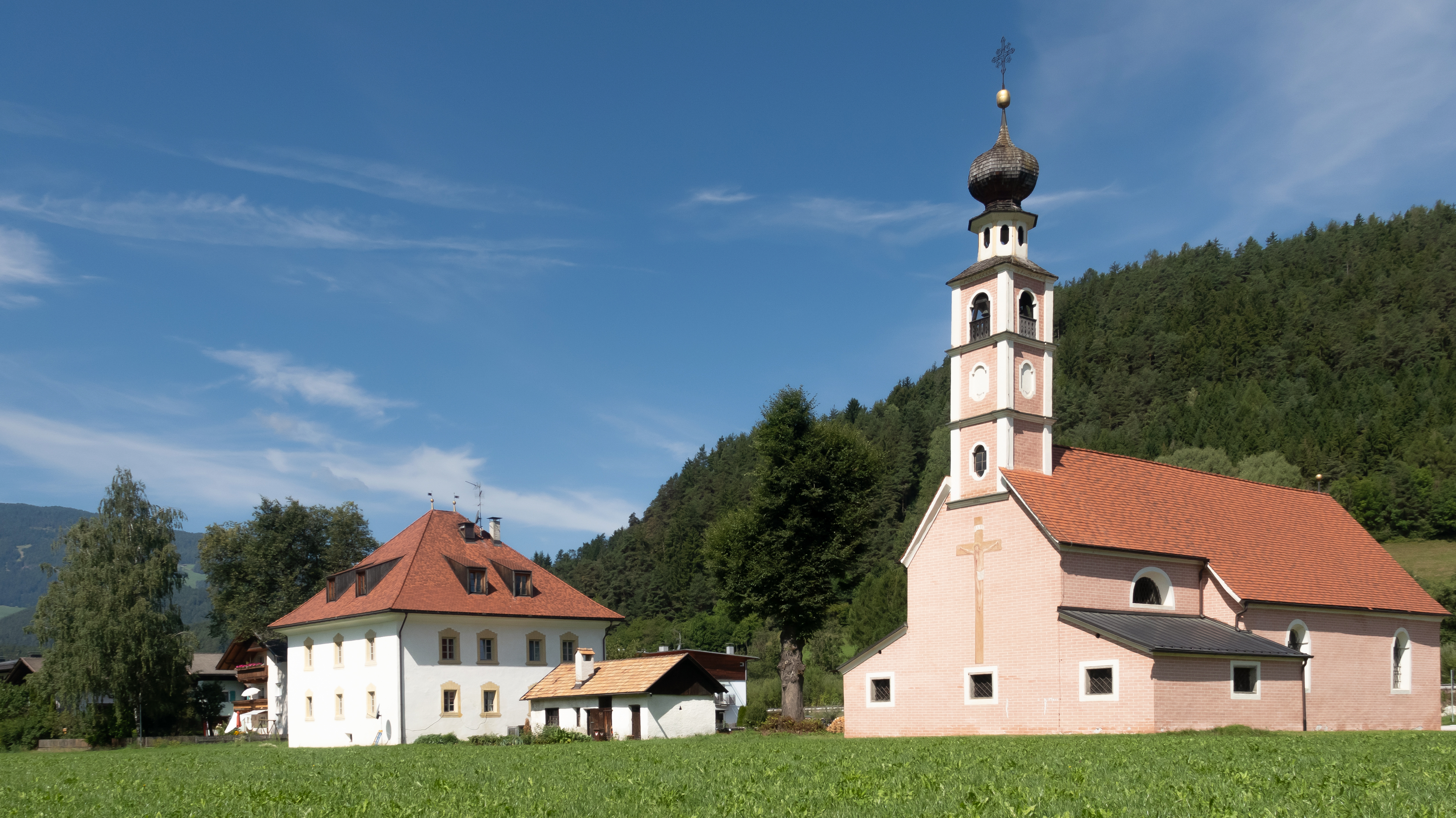
San Lorenzo di Sebato, la iglesia Heiligkreuz en Fronwies

## Evolución demográfica
| Gráfica de evolución demográfica de San Lorenzo di Sebato entre 1861 y 2001 |
|                                                                             |
| Fuente ISTAT - elaboración gráfica de Wikipedia                             |